# Hipergrafo
Em teoria dos grafos, um hipergrafo é uma generalização de um grafo, com suas arestas ligando quaisquer quantidades positivas de vértices.

## Definição
Definimos um hipergrafo como um par ordenado {\displaystyle (V,A)}, onde {\displaystyle A\subseteq (\wp (X)\setminus \{\emptyset \})} e {\displaystyle \wp (X)} é o conjunto das partes de V. 
O conjunto {\displaystyle V} é chamado de conjunto de vértices e o conjunto {\displaystyle A} é o conjunto de hiperarestas. Ou seja, um hipergrafo é um conjunto de vértices associado com um conjunto de hiperarestas, sendo que cada hiperaresta é um subconjunto não vazio do conjunto de vértices. Note que isso não impede que o conjunto de hiperarestas seja vazio, apenas impede que se tenha uma hiperaresta vazia, visto que não faria sentido chamarmos algo de "aresta" sendo que não 'conectaria' vértice algum. 
Uma curiosidade é que se o conjunto de hiperarestas pudesse possuir o conjunto vazio, todo espaço mensurável seria uma espécie de hipergrafo.

## Coloração de hipergrafos
Definimos a coloração de hipergrafos da seguinte forma: seja {\displaystyle {\mathcal {H}}=(V,{\mathcal {E}})} um hipergrafo, com {\displaystyle \mid V\mid =n}. Dizemos que {\displaystyle {\mathcal {C}}=\{c_{1},c_{2},\ldots ,c_{n}\}} é uma coloração própria de {\displaystyle {\mathcal {H}}} se e somente se, para toda aresta {\displaystyle e\in {\mathcal {E}}}, exista pelo menos um par de vértices {\displaystyle v_{1},v_{2}\in e} tal que {\displaystyle c_{1}\neq c_{2}}.

## Hipergrafos-clique
Um hipergrafo-clique (denotado {\displaystyle {\mathcal {H}}(G)}) é um hipergrafo gerado a partir de um grafo G da seguinte forma:
- {\displaystyle V({\mathcal {H}}):=V(G)}
- {\displaystyle {\mathcal {E}}({\mathcal {H}}):=\{e\in S(V({\mathcal {H}}))\mid e} é uma clique maximal de {\displaystyle G\}}